# Rallye automobile Monte-Carlo
Navigation
Le Rallye automobile Monte-Carlo est une manifestation sportive de type rallye automobile organisée par l'Automobile Club de Monaco et dont le cadre de départ et d'arrivée est la principauté de Monaco, même si l'essentiel du parcours a lieu plus au nord, notamment dans les départements français des Alpes-Maritimes, de l'Ardèche, de la Drôme, des Hautes-Alpes, de l'Isère ou encore des Alpes-de-Haute-Provence, selon les années. Cette épreuve se déroule systématiquement en hiver, au mois de janvier.
On entend — ou lit — souvent dans les médias « Rallye de Monte-Carlo », mais la véritable dénomination de cette épreuve n'a jamais inclus la préposition « de ».

## Historique

### Les prémices

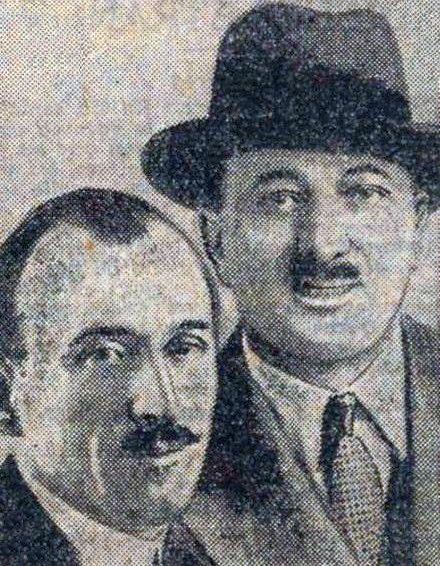
Les deux créateurs du rallye Monte-Carlo, Gabriel Vialon et Antony Noghès.

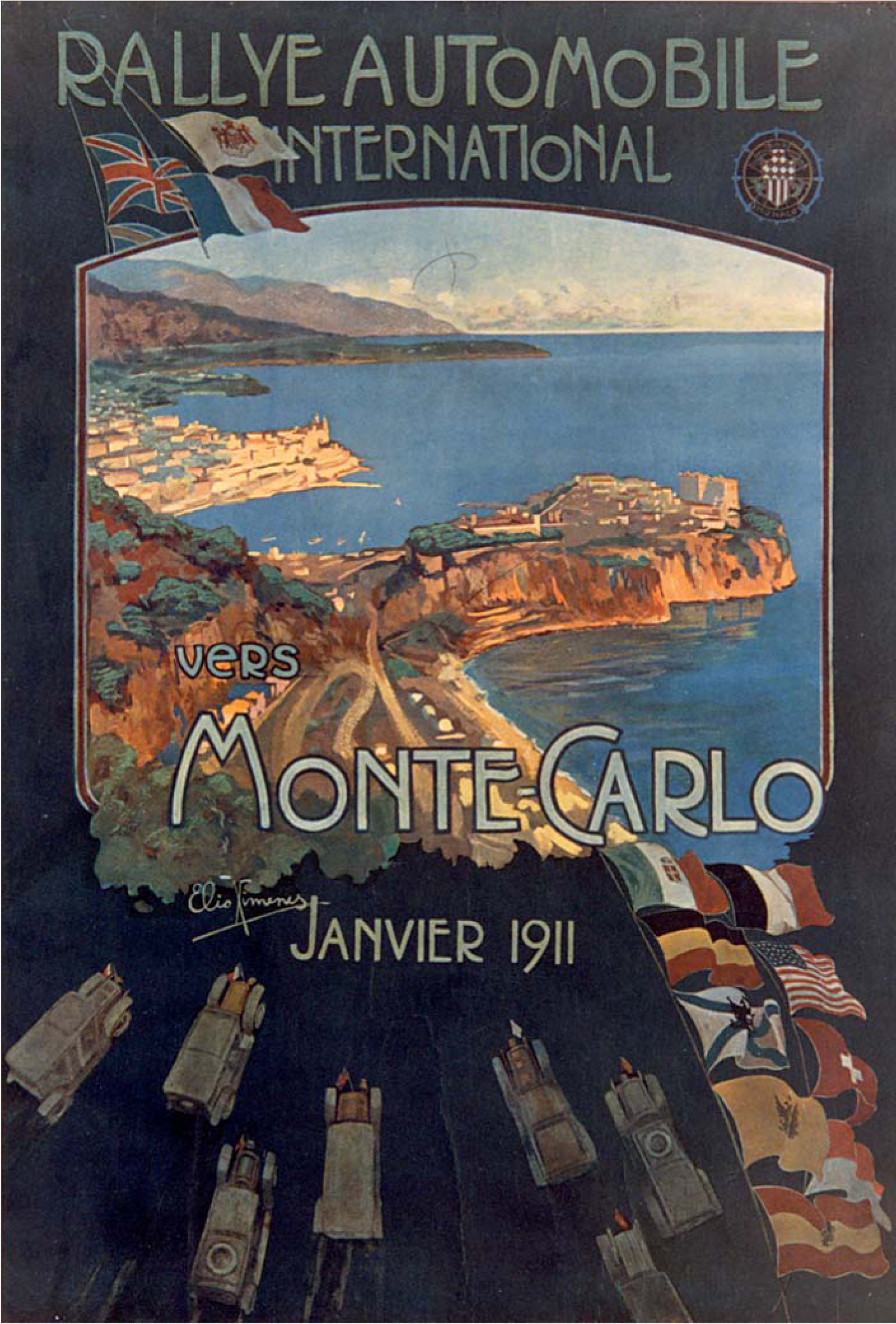
Affiche de l'édition 1911

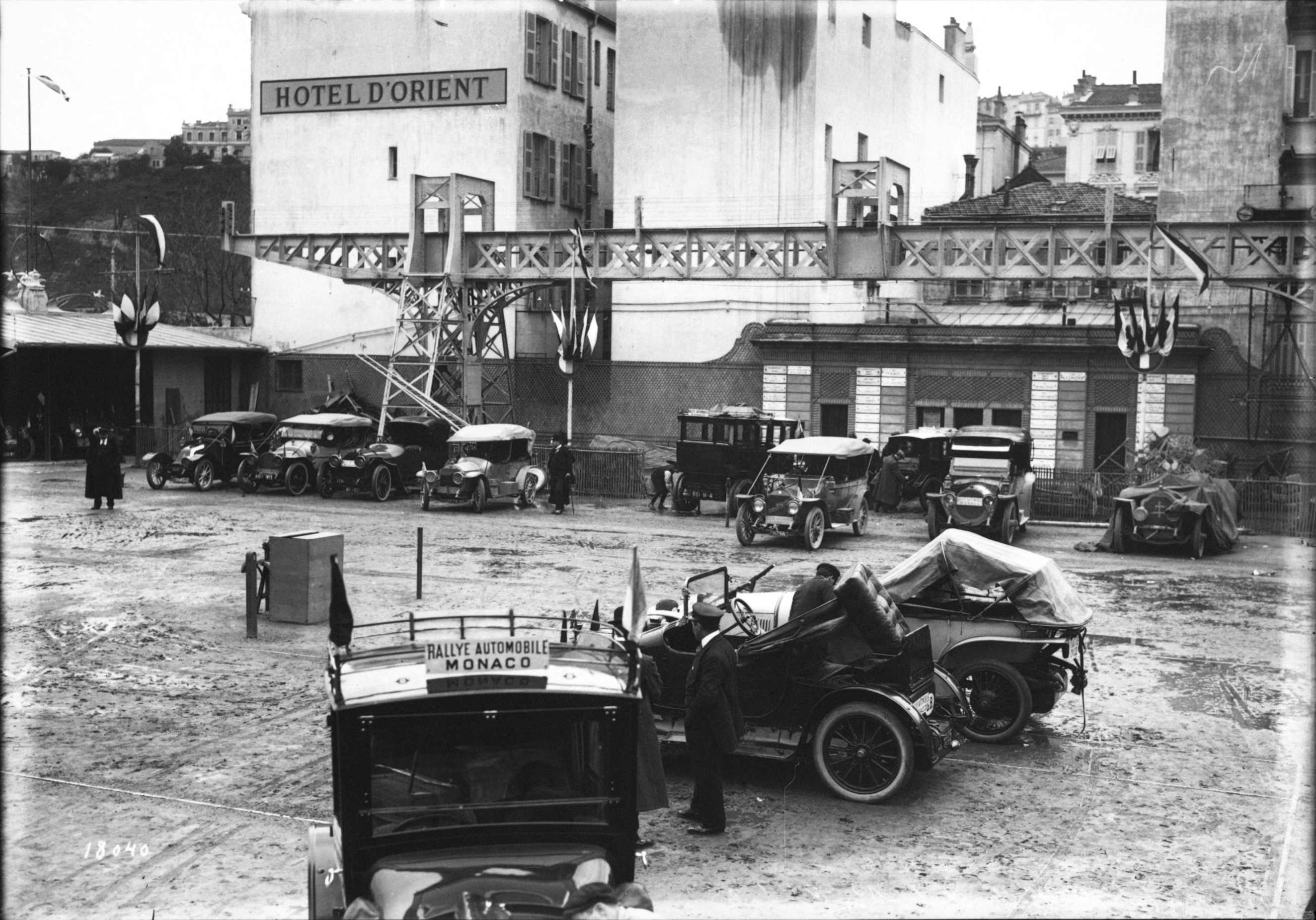
Concurrents de l'édition 1912 (au départ de Paris).

Dès 1906, une épreuve de régularité est mise sur pied lors d'un trajet Paris-Monte Carlo aller-retour, entre le 25 novembre et le 5 décembre, pour les nouveaux modèles du salon de Paris,.
À sa création en 1911 par les Monégasques Gabriel Vialon (un huissier) et Antony Noghès (un cigarettier âgé de 20 ans, futur créateur du Grand Prix de Monaco en 1929, et dont le père, Alexandre Noghès, était président du Sport vélocipédique et automobile monégasque), le rallye automobile Monte-Carlo n'est pas encore à proprement parler une épreuve sportive, mais plutôt un moyen d'attirer la jet set européenne à Monaco en répondant aux divers évènements organisés par le dynamique Automobile Club de Nice et Côte d'Azur, né de la rivalité balnéaire entre les deux villes. Ainsi, durant les années 1930, l'épreuve monégasque est-elle en concurrence de renommée avec le Critérium Paris-Nice, et le Rallye Paris-Antibes-Juan-les-Pins (de son côté l'AC Antibes organise ce rallye international de régularité entre 1931 et 1938, parfois sur trois jours; notamment vainqueurs en 1932 Robert Guyot sur Primastella Renault, en 1933 Quinault, en 1934 Puinault, en 1935 Marcel Pagniez sur Ford, et 1938 le Dr Quercy sur 402 légère Peugeot).

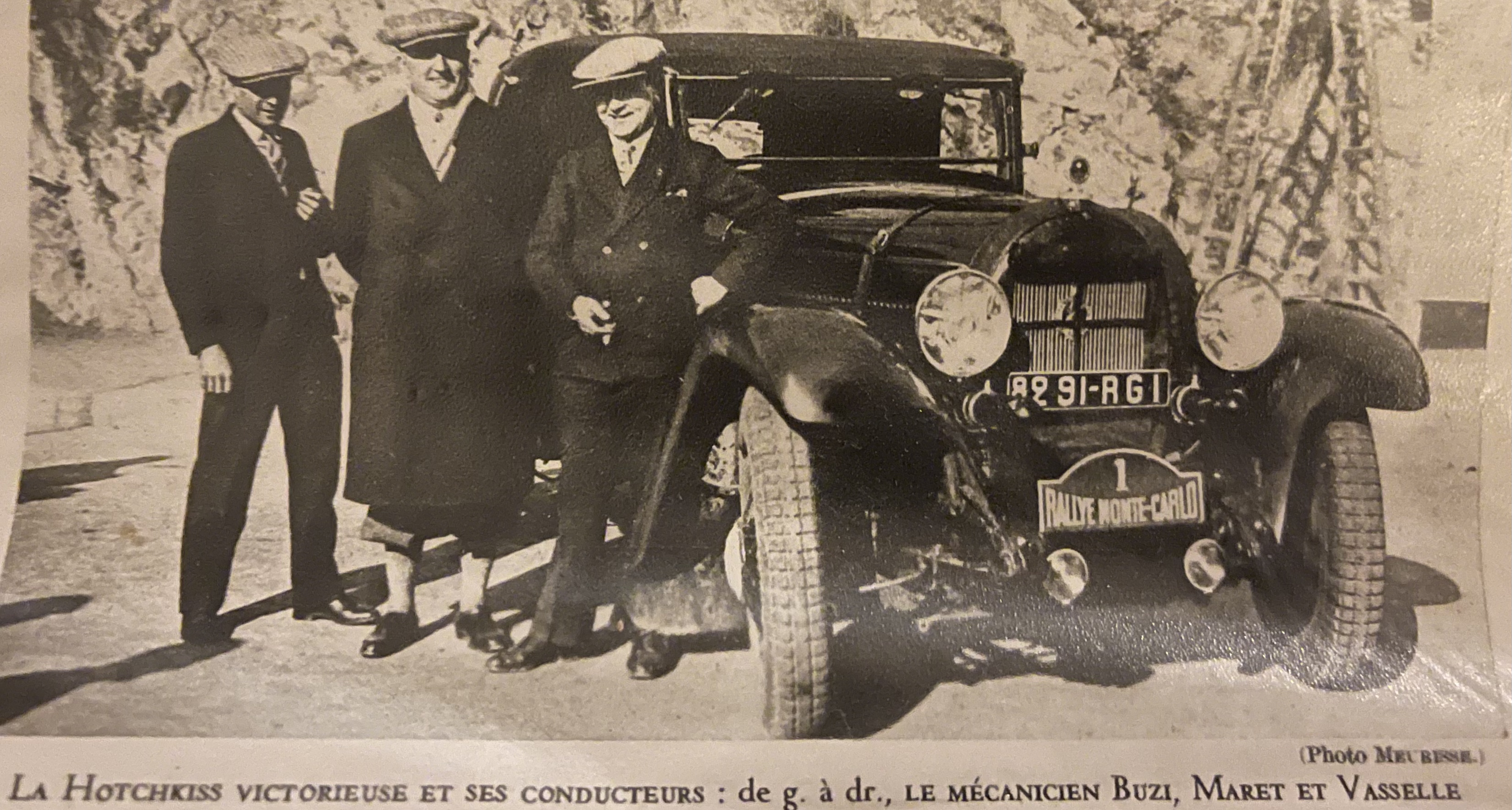
Deuxième victoire d'Hotchkiss en 1933.

En 1933, la marque Hotchkiss envoie le premier mécanicien usine officiel Monsieur Michel Buzy pour suivre la voiture et assurer la victoire de l’auto dans l’épreuve.
Chaque véhicule engagé part alors avec son équipage par la route, de la ville où il s'est engagé. Il effectue le parcours de regroupement reliant cette ville à Monte-Carlo, en suivant un itinéraire précis, avec certaines contraintes. À l'époque, traverser l'Europe en plein hiver est un exploit. Arrivés à destination, les vainqueurs sont l'équipage ayant réussi à rallier Monaco en respectant une moyenne horaire imposée par les organisateurs, mais la présentation du véhicule, après autant de kilomètres sur des routes difficilement praticables, est tout aussi importante.
Une Coupe des Dames était organisée. Elle fut par exemple remportée par Mildred Bruce en 1927 et Simone Louise des Forest en 1934.
Une autre particularité du rallye Monte-Carlo sera pendant longtemps son parcours de concentration, les villes de départ étant réparties aux quatre coins de l'Europe. Les équipages se rejoignaient en un point unique afin de rallier, par un parcours alors commun, Monaco. Cette caractéristique a donné jusqu'au milieu des années 1990 sa réputation au rallye, et en a fixé le déroulement.

### L'évolution
Avec les progrès réalisés sur les véhicules ainsi que l'amélioration du réseau routier européen, l'ACM essaie alors de donner un visage plus sportif à son épreuve, afin de compliquer la tâche aux participants et surtout que le rallye ne soit pas une promenade de santé. Ainsi au fil des années, le règlement est sans cesse modifié. On voit apparaître une épreuve de maniabilité, puis une épreuve se déroulant sur quelques tours du parcours du circuit de Formule 1 monégasque afin de départager les équipages. Mais bientôt apparaît une épreuve qui va faire là encore la réputation du rallye : le circuit de montagne dans le Haut Pays niçois. Le Monte-Carlo n'a pas encore pris le visage sportif qu'on lui connaît de nos jours : en effet, les épreuves servant à départager les équipages se basent encore sur la régularité, et non la vitesse pure.

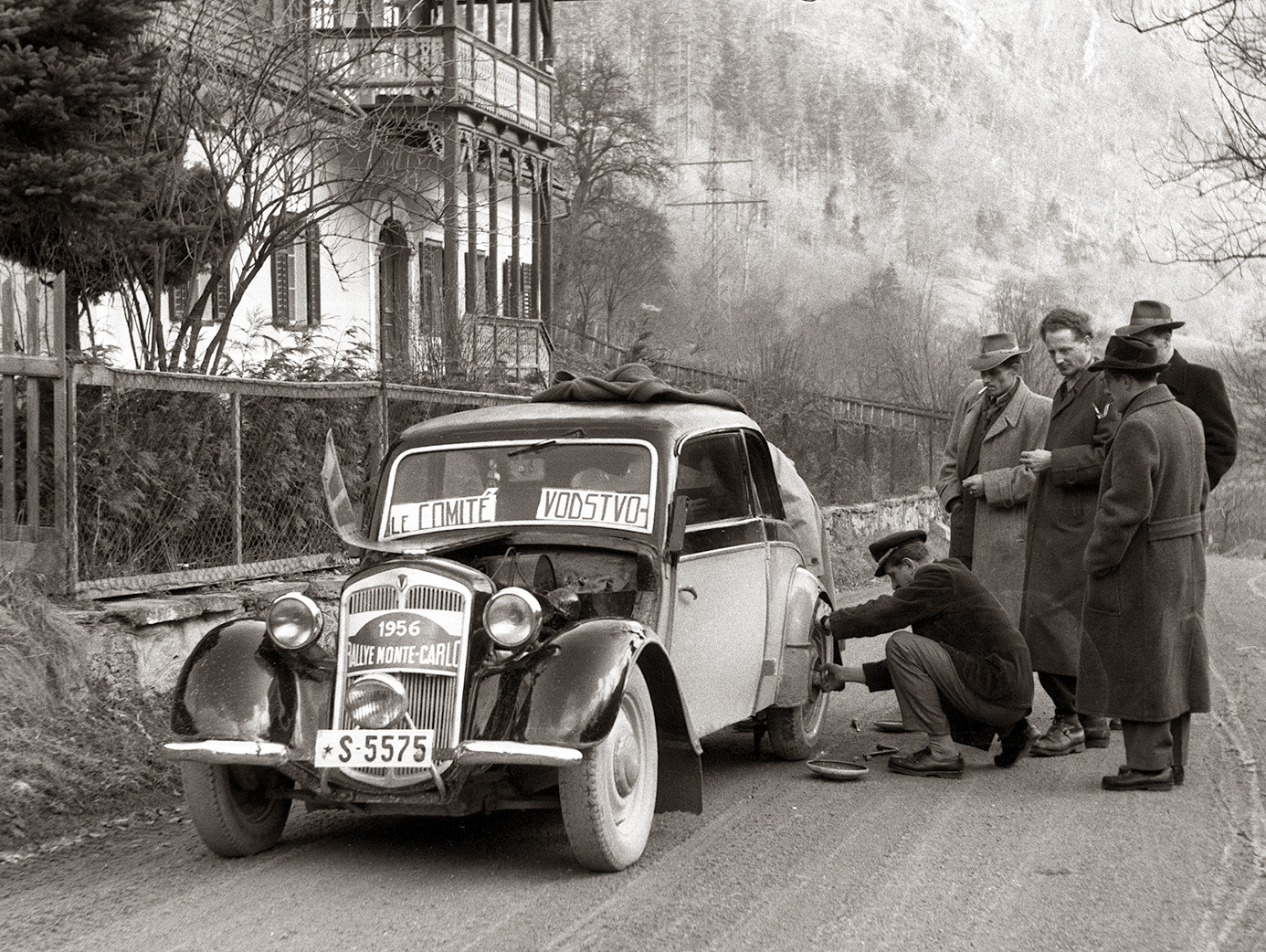
Voiture yougoslave à Dravograd, lors de la concentration 1956.

De 1953 à 1956 puis de 1958 à 1960, le rallye Monte-Carlo compte pour le Championnat européen de Grand Tourisme, puis de 1961 à 1967 il s'inscrit alors dans le Championnat d'Europe des rallyes et de 1970 à 1972 dans le Championnat international des marques. Il rejoint le Championnat du monde des rallyes (WRC) en 1973 dès sa création, en étant la toute première épreuve de ce nouveau championnat.
À partir du début des années 1960, les épreuves dites « spéciales » font leur apparition. La notion de régularité est encore présente, mais lors des épreuves spéciales seule la vitesse pure compte. Afin de ne pas défavoriser les véhicules les moins puissants, le classement général prend en compte une méthode de calcul que l'on appelle « indice ». C'est ainsi qu'un véhicule de moindre puissance peut parfois battre un véhicule d'une puissance même largement supérieure: en 1961 par exemple René Trautmann et Jean-Claude Ogier sur Citroën ID19 réalisent le meilleur temps cumulé, mais terminent seulement dix-neuvièmes, loin derrière une modeste Panhard.
Au milieu des années 1960, le classement « scratch » entre en vigueur. L'indice a vécu, et c'est maintenant l'équipage qui a réalisé les meilleurs temps lors des épreuves spéciales en étant le moins pénalisé qui est déclaré vainqueur. C'est aussi l'apparition des pilotes « usine » (avec pour la France les services compétition de Renault et Citroën, dirigés respectivement par François Landon -depuis la création en 1951-, et René Cotton -officieusement depuis 1959) ; le temps des « gentlemen drivers » est désormais révolu.

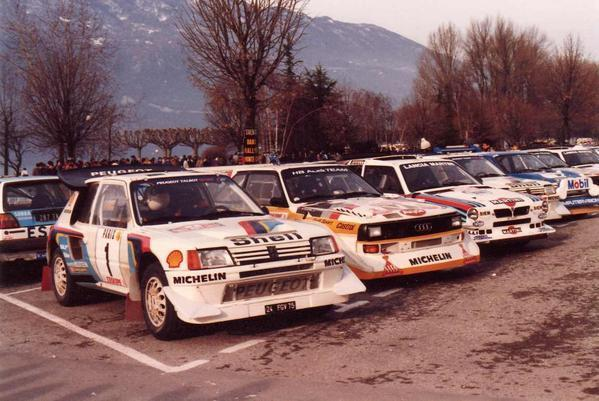
Véhicules Peugeot, Audi et Lancia, au parc d'Aix-les-Bains en 1986.

Au début des années 1970, le rallye se déroule selon un schéma qui va durer près de 25 ans : 
1. le parcours de concentration, qui draine les concurrents vers la ville de départ ;
2. le parcours de classement ;
3. le parcours commun ;
4. le parcours final, autrefois appelé « circuit de montagne ». À cette époque, des épreuves spéciales traversent la Savoie, l'Isère, l'Ardèche, la Drôme, les Hautes-Alpes ainsi qu'une grande partie du Haut Pays niçois.

### De nos jours
Au milieu des années 1990, la Fédération internationale de l'automobile (FIA) repense entièrement les règles du rallye automobile. En effet, le rallye a toujours été un sport populaire, et de ce fait, il attire de nombreux spectateurs sur le bord des routes. Depuis l'interdiction des groupes B fin 1986, les questions de sécurité tant pour les équipages que pour les spectateurs semblent désormais être davantage prises en compte par l'instance internationale. De ce constat, le déroulement du rallye Monte-Carlo est profondément modifié :
- le parcours de concentration disparaît ;
- le rallye n'est plus une épreuve en ligne, donc les étapes avec parc de regroupement dans les villes étapes disparaît ;
- les points d'assistance sont rassemblés en un seul endroit avec contrôle horaire en entrée et sortie (ceci pour éviter que les concurrents ne roulent trop vite en secteur de liaison pour rattraper le temps perdu en assistance) ;
- afin de limiter les déplacements des spectateurs entre les épreuves spéciales, les organisateurs concentrent au maximum le parcours.

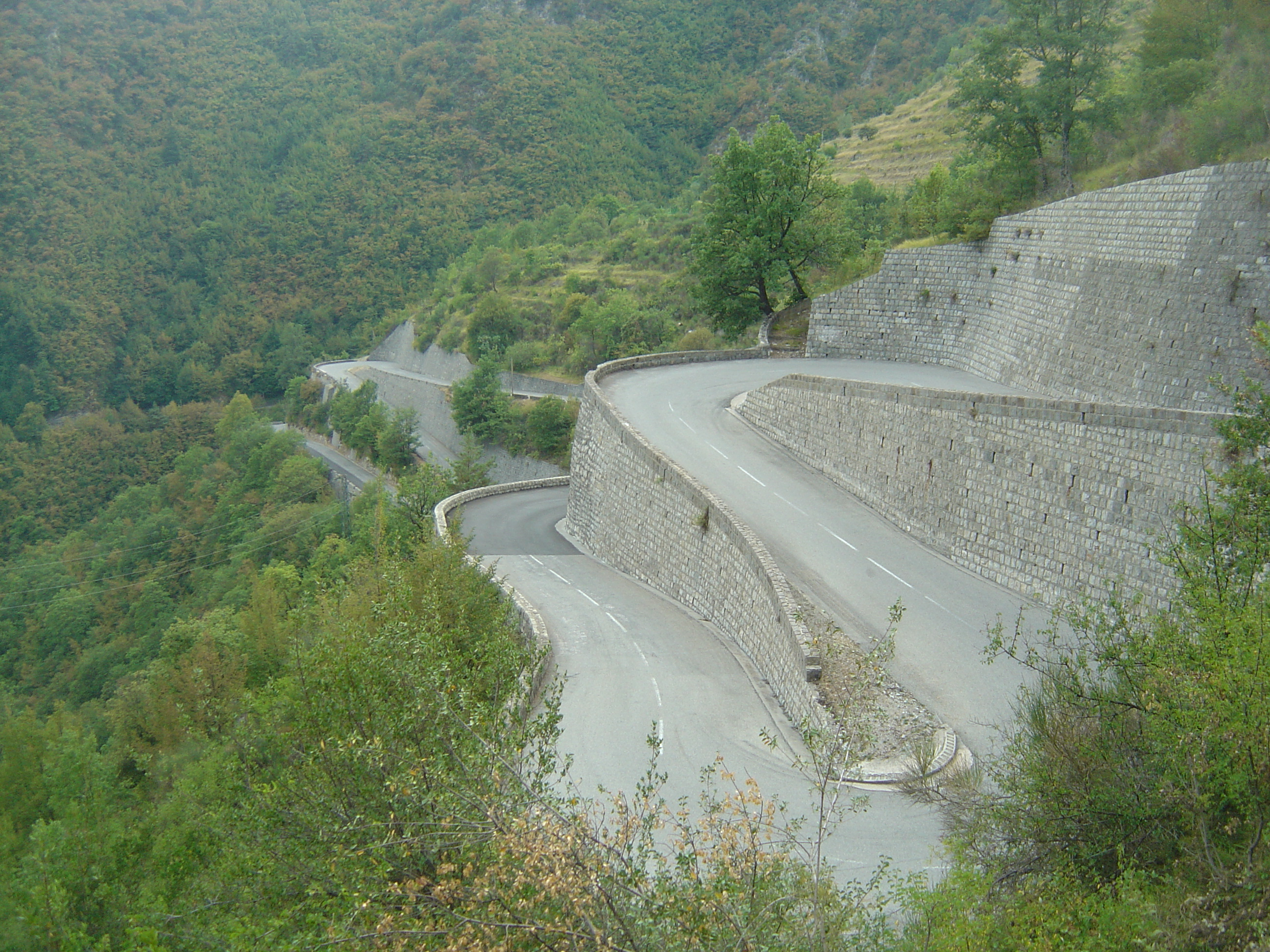
Les lacets de la spéciale La Bollène-Vésubie Sospel.

De 2009 à 2011, le rallye Monte-Carlo est inscrit au championnat IRC et les organisateurs décident alors de profiter d'un règlement moins contraignant pour « étaler » de nouveau le parcours. Valence redevient ville de départ, avec une boucle en Ardèche, puis le rallye retrouve le Vercors pour se terminer après deux passages de nuit au col de Turini. Le col de Braus est lui aussi régulièrement emprunté, tout comme le col des Garcinets.

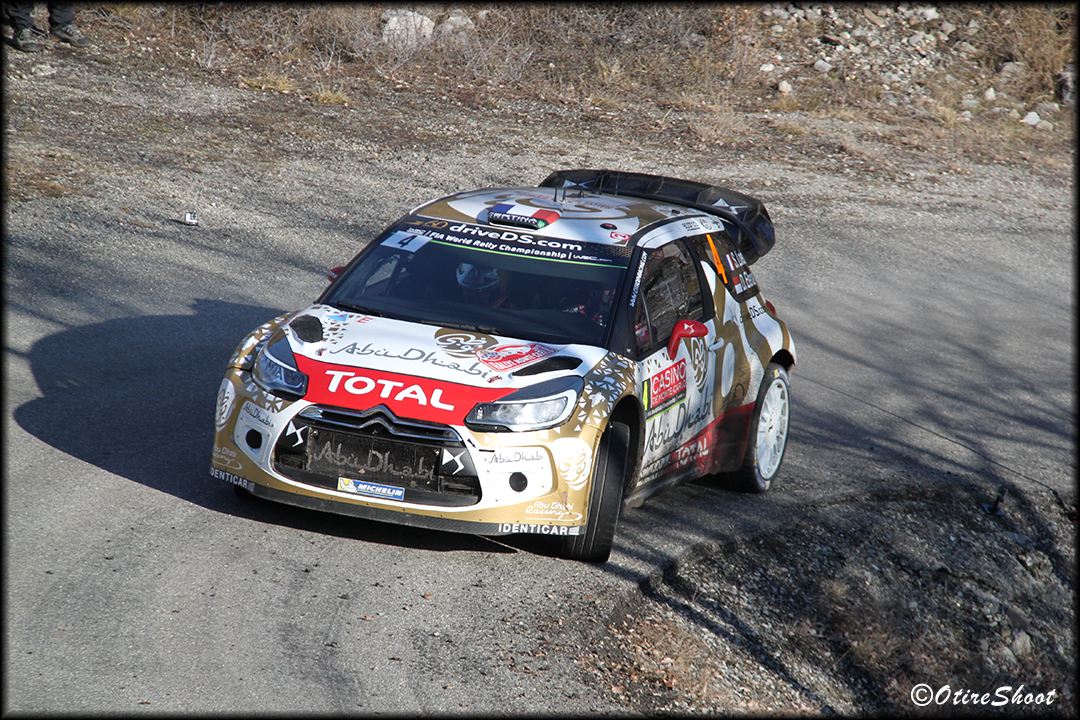
Sébastien Loeb au volant de la Citroën DS3 WRC en 2015.

En 2012, le Monte-Carlo fait son retour en championnat du monde.
L'édition 2021, qui se déroule du 21 au 24 janvier, voit une modification majeure dans son programme initial : afin de respecter les couvre-feux en vigueur (dès 18 heures) dans les endroits traversés par le Rallye – en raison de la pandémie de Covid-19 – les horaires des épreuves spéciales chronométrées sont avancées de deux heures. En conséquence, les vendredi et samedi matins, le Rallye démarre à 5 heures et l'ES (n° 8) prévue le vendredi soir, est finalement repoussée au lendemain en début de journée. Par ailleurs, les organisateurs ont également procédé à un changement de parcours, à la suite de la Tempête Alex, qui a provoqué de nombreux dégâts matériels dans la région.
L'année suivante, l'épreuve, qui ne développe qu'une distance chronométrée de 296,03 km, voit s'affronter pour la victoire les champions du monde Sébastien Loeb et Sébastien Ogier dans un duel qui tournera en faveur de l’Alsacien à la suite d'une crevaison du Gapençais dans l'ultime journée.

## Palmarès

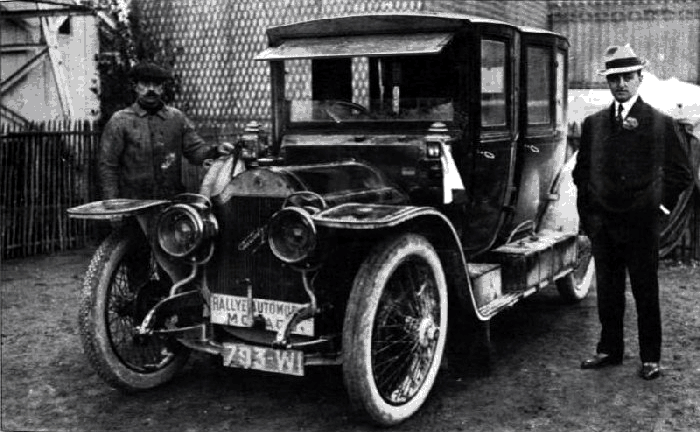
Henri Rougier devant la Turcat-Méry 25 hp victorieuse en 1911.

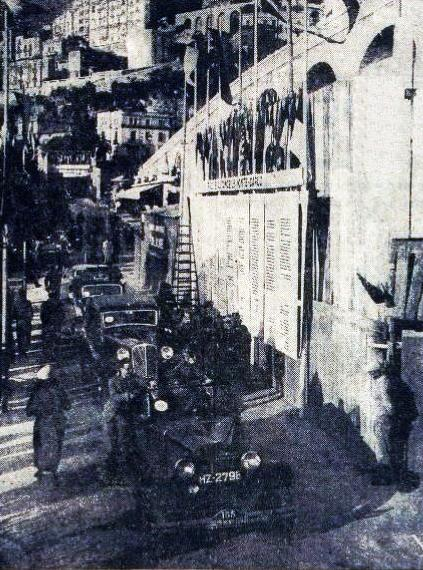
Rallye Monte Carlo 1934, défilé des voitures à Monaco.

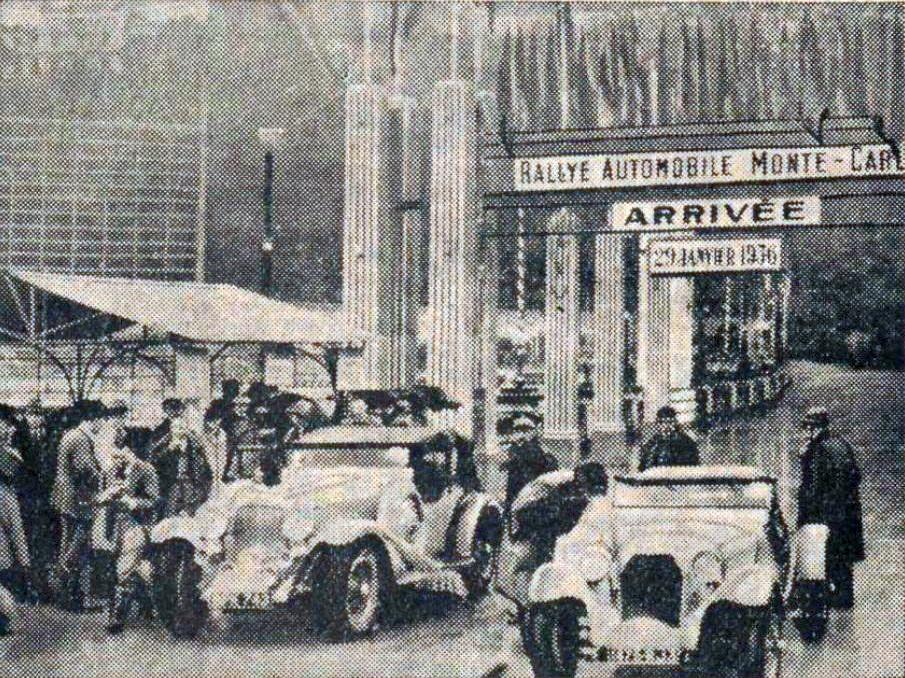
Ligne d'arrivée du rallye Monte-Carlo 1936.

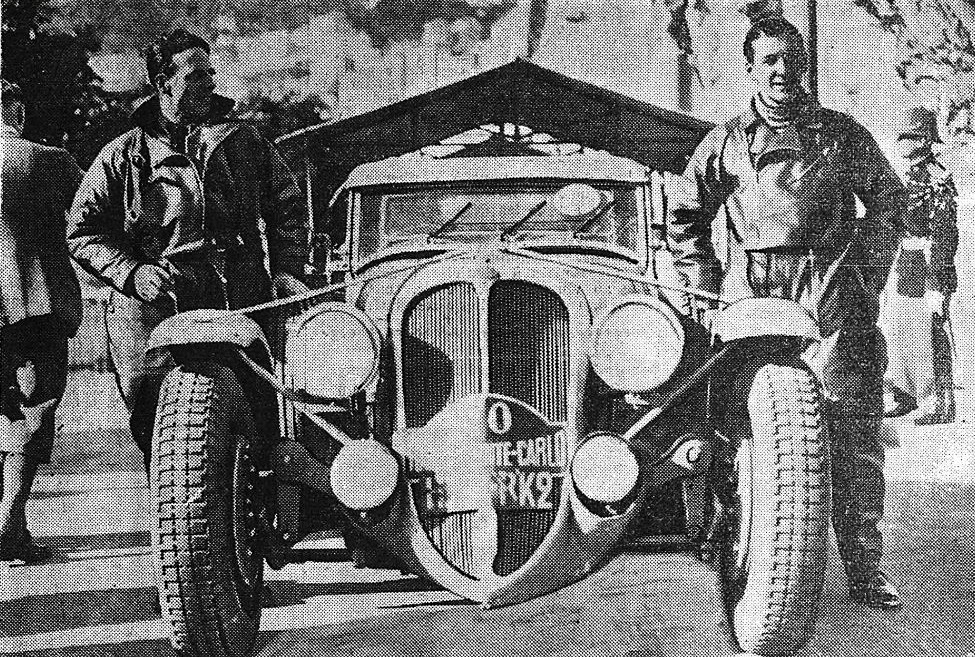
Rallye Monte Carlo 1937, Le Bègue et Quilin vainqueurs sur Delahaye.

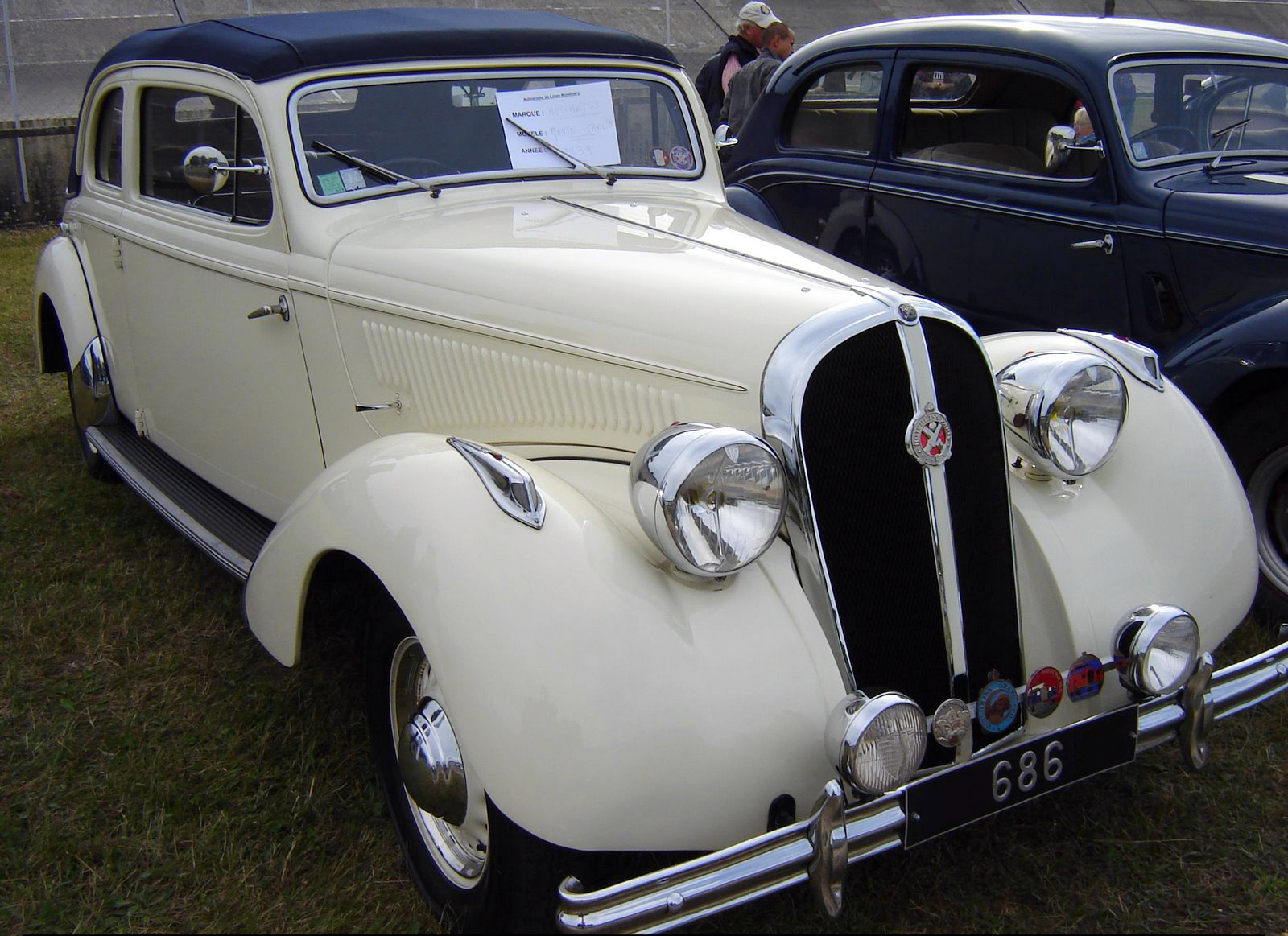
La Hotchkiss 686 GS Riviera Monte-Carlo de 1939

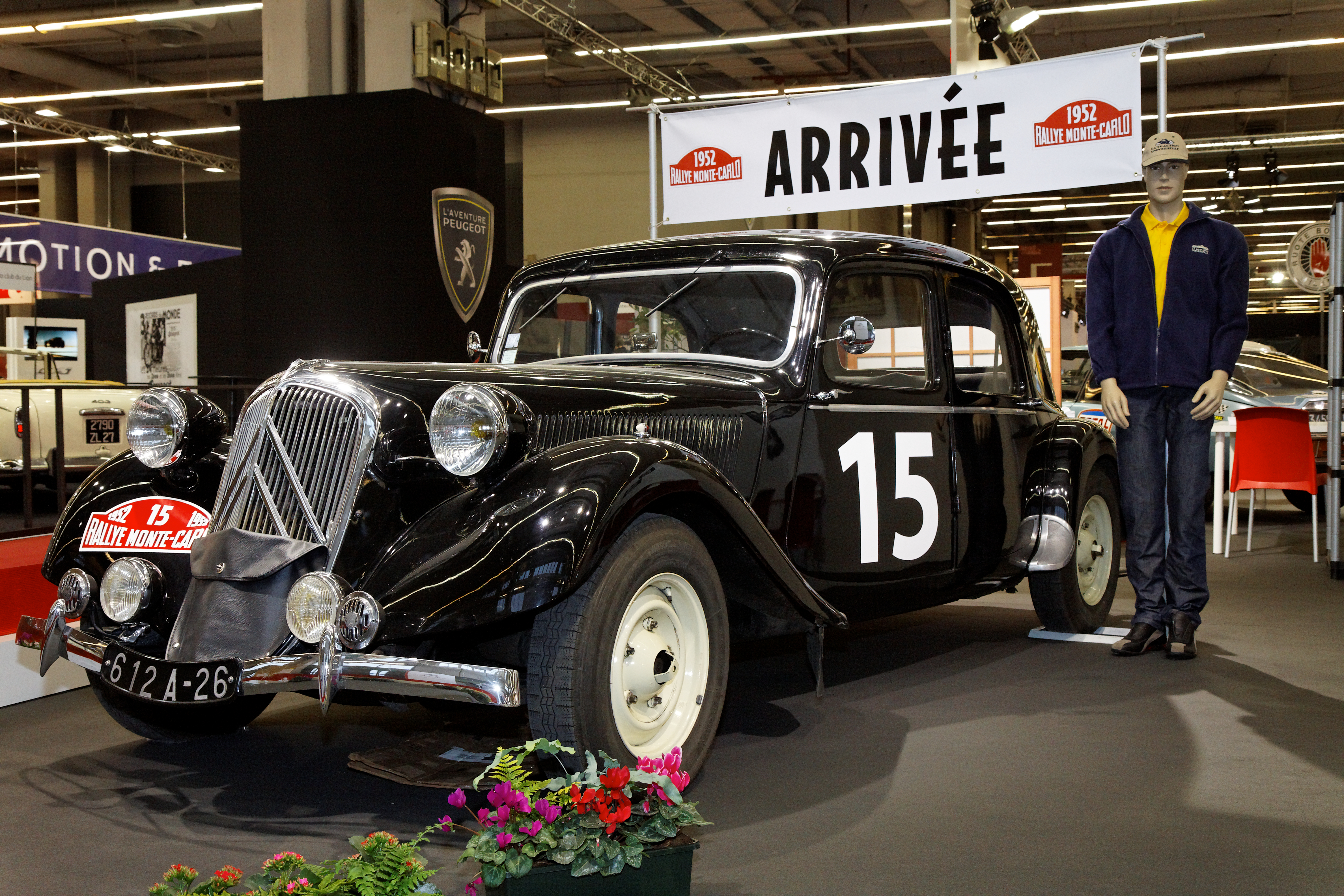
Citroën 15 Six de l'édition 1952 du rallye.

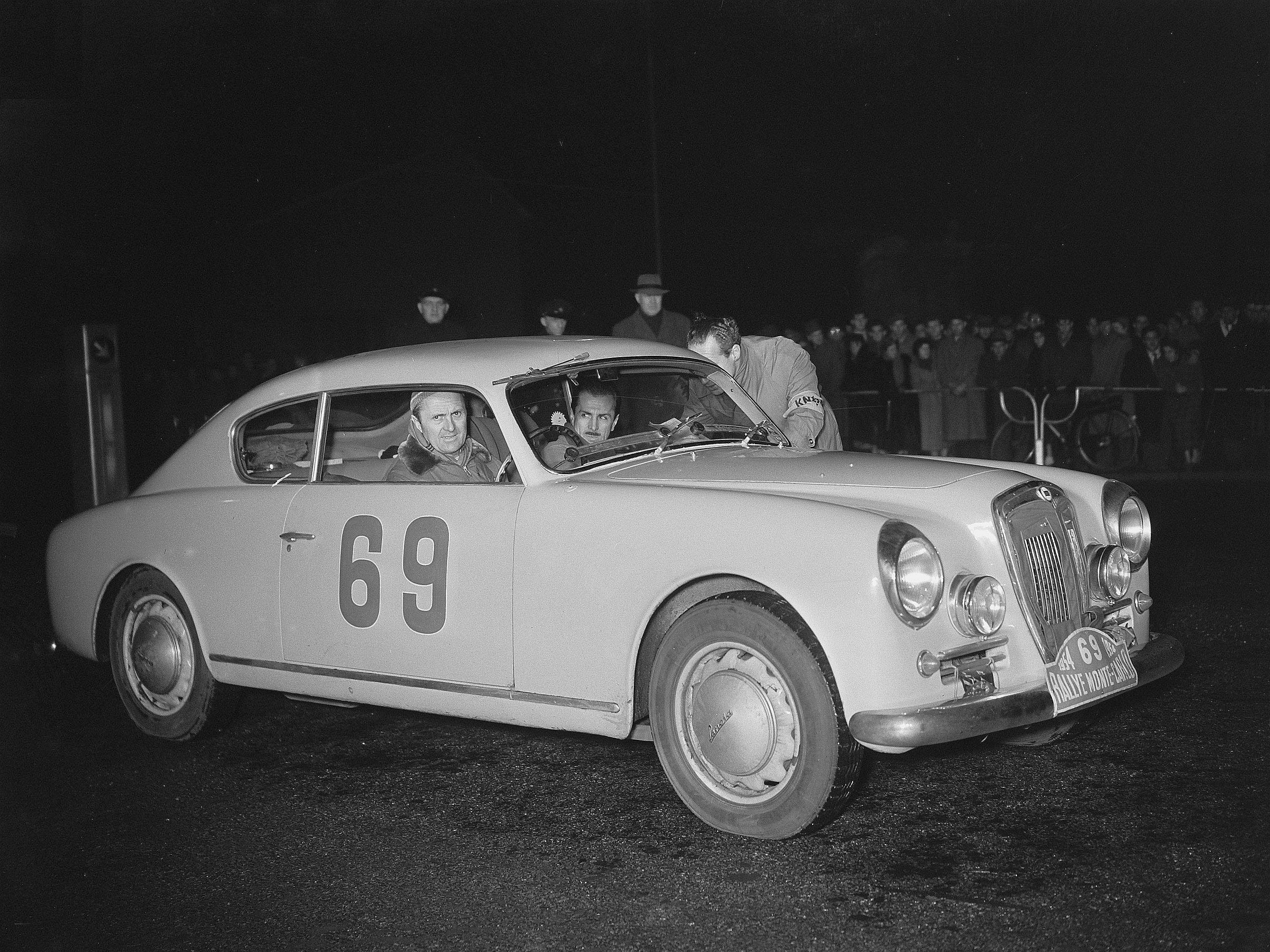
Louis Chiron (G.) et Ciro Basadonna (D.) vainqueurs en 1954 sur la Lancia Aurélia GT 2500 no 69 (le passage par Amsterdam).

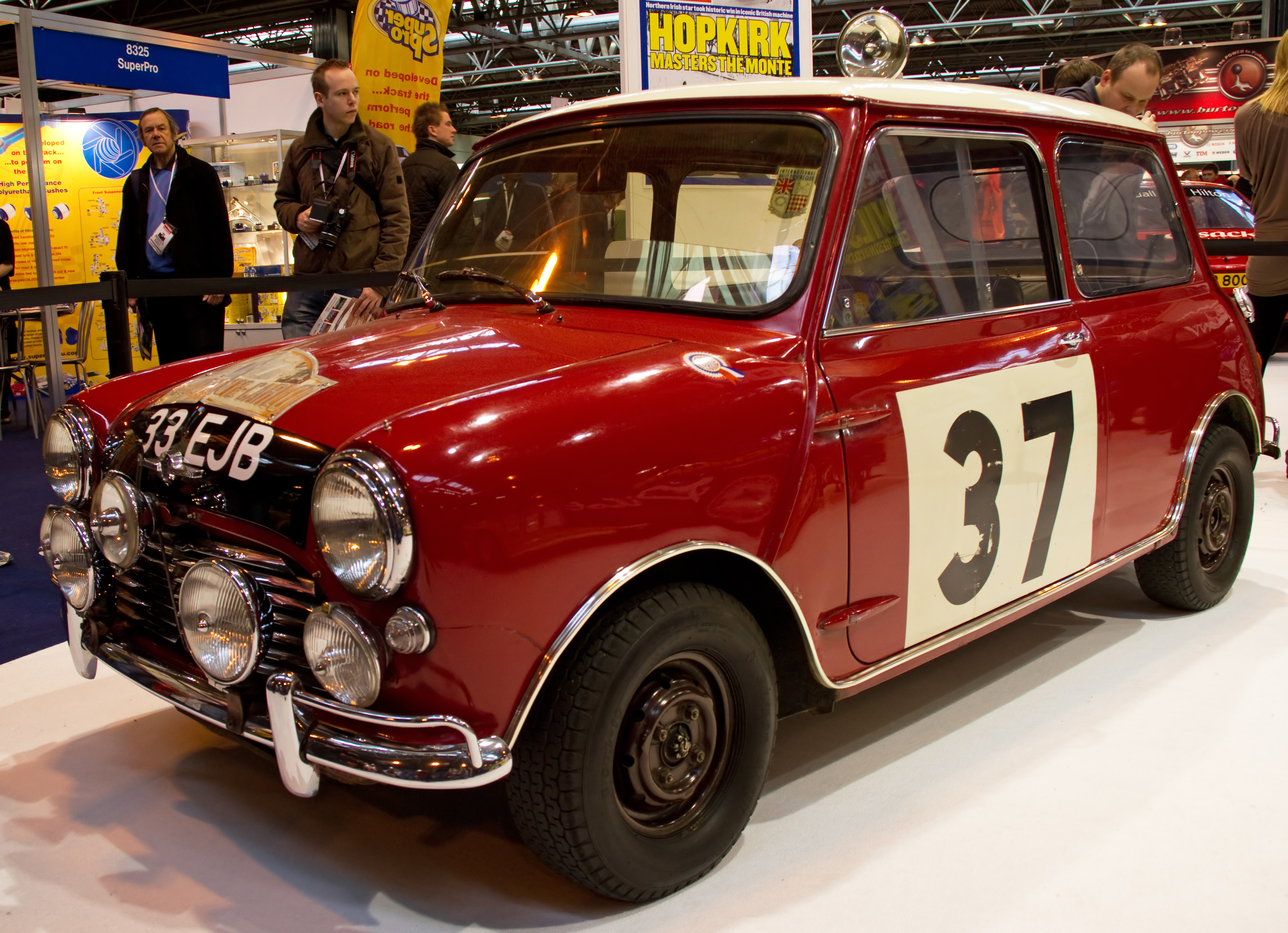
La Mini Cooper S victorieuse en 1964.

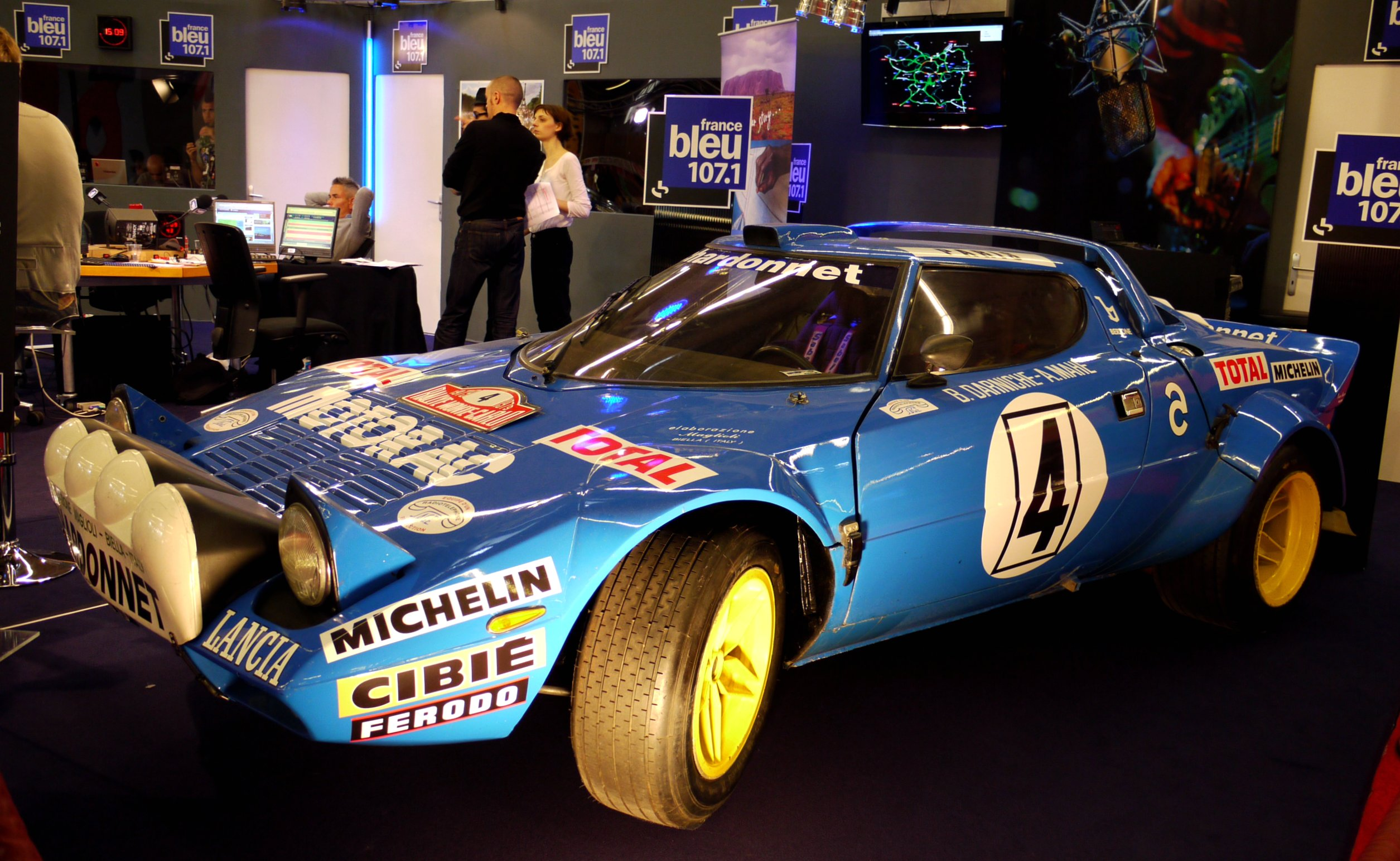
La Lancia Stratos HF de Bernard Darniche, victorieuse en 1979.

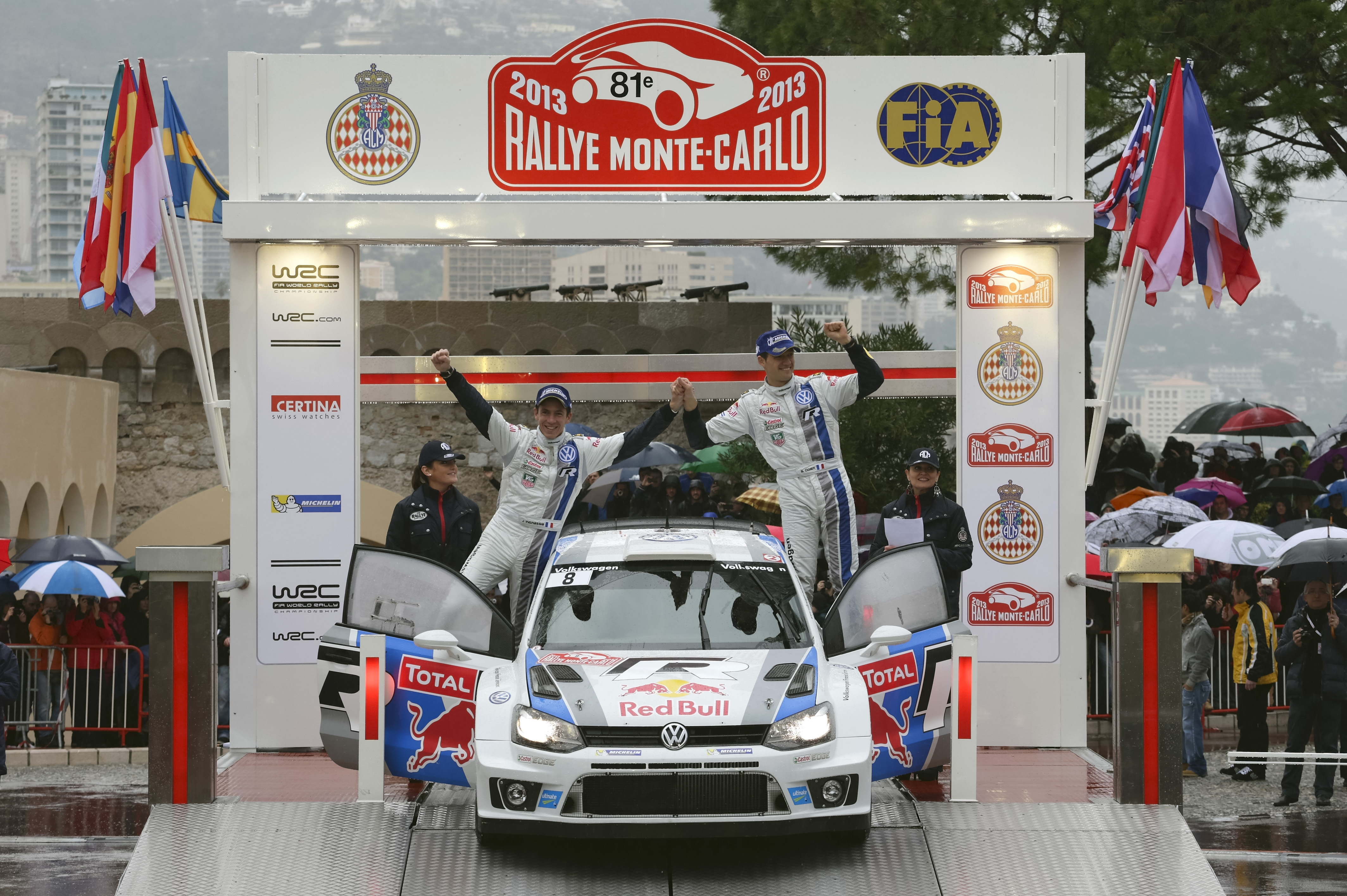
Sébastien Ogier et Julien Ingrassia sur la Volkswagen Polo R WRC, ici lors de leur victoire en 2013.

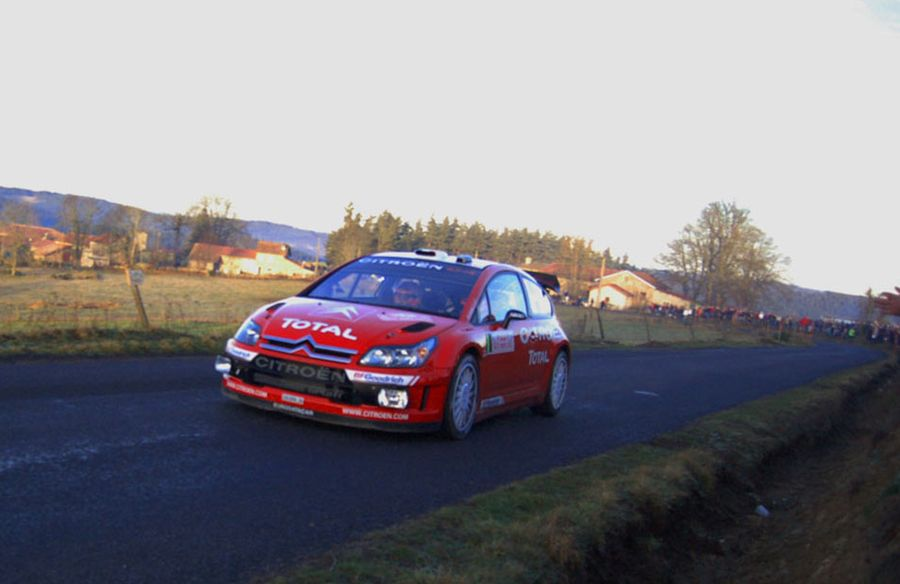
Sébastien Loeb / Daniel Elena en 2007

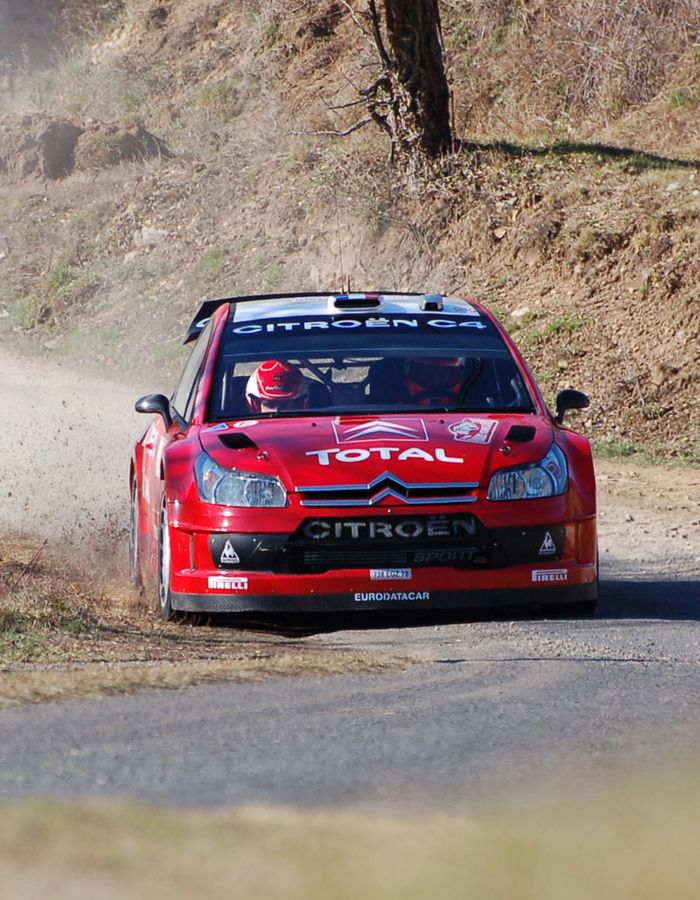
Sébastien Loeb / Daniel Elena en 2008

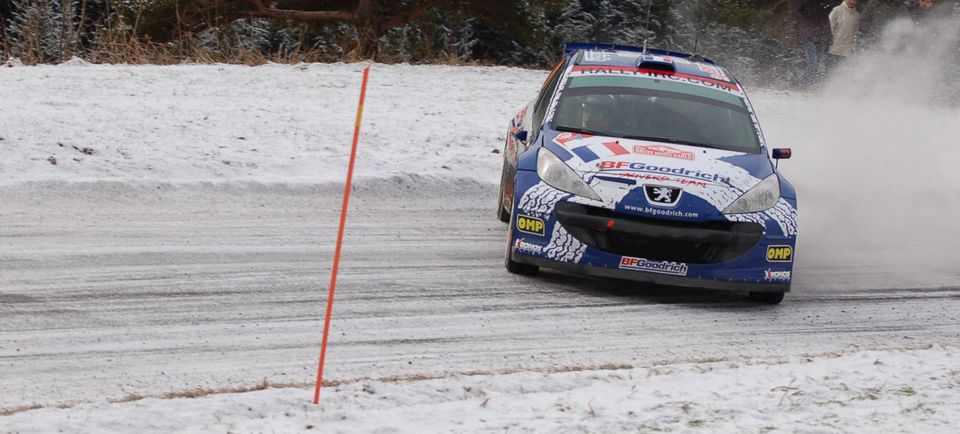
Sébastien Ogier / Julien Ingrassia en 2009

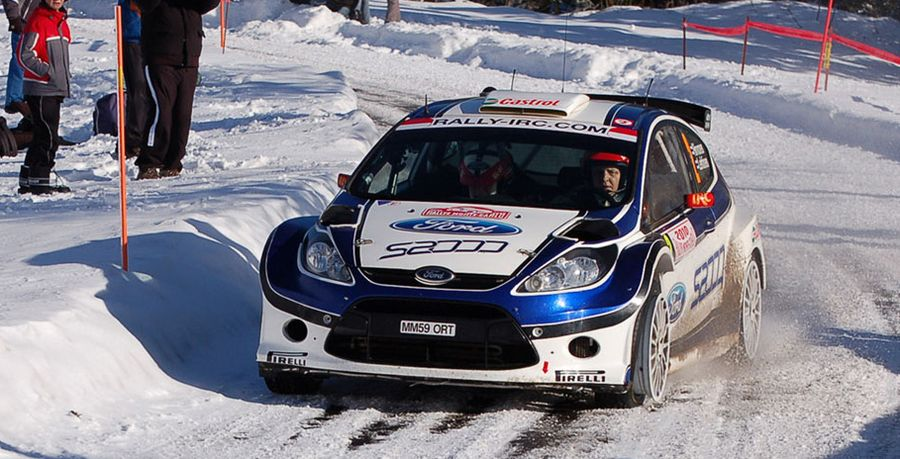
Mikko Hirvonen / Jarmo Lehtinen en 2010

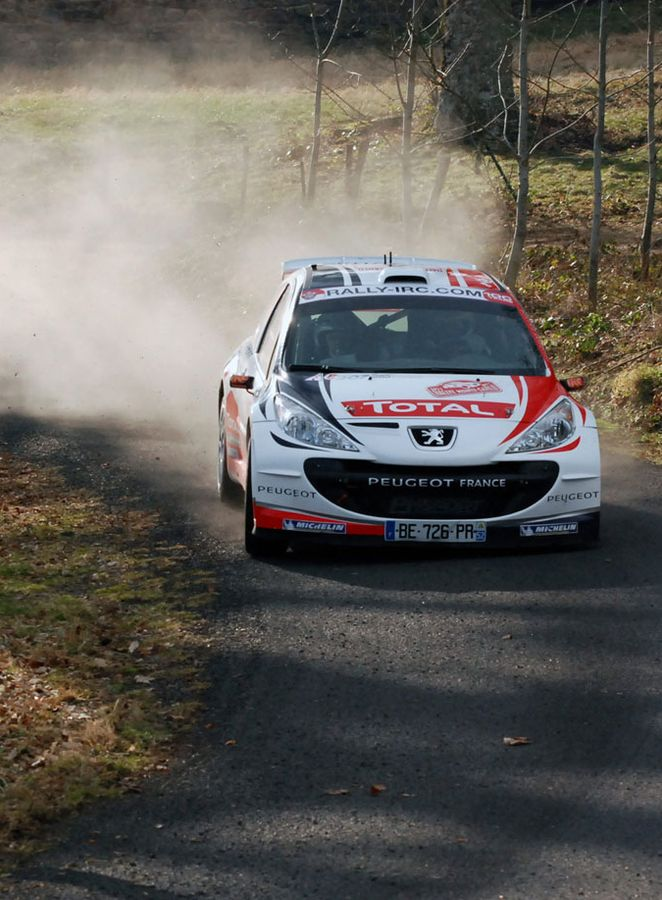
Bryan Bouffier / Xavier Panseri en 2011

| Année                            | Pilote | Copilote | Voiture |
| -------------------------------- | --- | --- | --- |
| 1911                             | Henri Rougier | | Turcat-Méry 25 HP |
| 1912                             | Julius Beutler | | Berliet 16 HP |
| Pas de course entre 1913 et 1923 | | | |
| 1924                             | Jacques Édouard Ledure | | Bignan |
| 1925                             | François Repusseau | Mme Repusseau | Renault 40 CV |
| 1926                             | Honorable Victor Bruce | Bill Brunel Mildred Mary Petre (épouse) | AC Six 2 l |
| 1927                             | Marcel Lefebvre-Despeaux | Quatre passagers | Amilcar 7 CV 1 100 cm3 (à compresseur Cozette) |
| 1928                             | Jacques Bignan | | Fiat 509 |
| 1929                             | Sprenger van Eijk | | Graham-Paige 27 CV |
| 1930                             | Hector Petit | Robert Lestienne et André Galloisy | Corre La Licorne torpédo 2-portes 5V (904 cm3) |
| 1931                             | Donald Healey | | Invicta type S 4,5 l |
| 1932                             | Maurice Vasselle | François Duhamel | Hotchkiss AM 2 |
| 1933                             | Maurice Vasselle Germaine Rouault | Michel Buzy Mécanicien de l’Usine Hotchkiss. Julio Quinlin | Hotchkiss AM 80S Salmson S4 C (1er cat. voiture légères) |
| 1934                             | Louis Gas | Jean Trévoux | Hotchkiss AM 80S |
| 1935                             | Charles Lahaye | René Quatresous | Renault Nervasport coupé spéciale |
| 1936                             | Ion Zamfirescu | Petre G. Cristea (en) | Ford V8 spéciale |
| 1937                             | René Le Bègue | Julio Quinlin | Delahaye 135 MS Spéciale |
| 1938                             | Gerard Bakker Schut | Karel Ton | Ford V8 Coupé 1937 |
| 1939                             | Jean Trévoux Joseph Paul (ex æquo) | Marcel Lesurque Marcel Contet | Hotchkiss 686 GS Riviera Delahaye 135 M |
| Pas de course entre 1940 et 1948 | | | |
| 1949                             | Jean Trévoux | Marcel Lesurque | Hotchkiss 686 GS |
| 1950                             | Marcel Becquart | Henri Secret | Hotchkiss 686 GS |
| 1951                             | Jean Trévoux | Roger Crovetto | Delahaye 175 S |
| 1952                             | Sydney Herbert Allard | Guy Warburton | Allard P1 Sport |
| 1953                             | Maurice Gatsonides | Peter Worledge | Ford Zephyr |
| 1954                             | Louis Chiron | Ciro Basadonna | Lancia Aurelia GT 2500 |
| 1955                             | Per Malling | Gunnar Fadum | Sunbeam-Talbot Mk III |
| 1956                             | Ronnie J. Adams | Frank E. Bigger | Jaguar Mk VII |
| 1957                             | Épreuve annulée (pas de bons d'essence pour les concurrents) | Épreuve annulée (pas de bons d'essence pour les concurrents) | Épreuve annulée (pas de bons d'essence pour les concurrents) |
| 1958                             | Jacques Féret | Guy Monraisse | Renault Dauphine Spéciale |
| 1959                             | Paul Coltelloni | Pierre Alexandre | Citroën ID 19 |
| 1960                             | Walter Schock | Rolf Moll | Mercedes-Benz 220 SE |
| 1961                             | Maurice Martin | Roger Bateau | Panhard PL 17 Tigre |
| 1962                             | Erik Carlsson | Gunnar Häggbom | Saab 96 |
| 1963                             | Erik Carlsson | Gunnar Palm | Saab 96 |
| 1964                             | Paddy Hopkirk | Henry Liddon | Morris Mini Cooper S |
| 1965                             | Timo Mäkinen | Paul Easter | BMC Mini Cooper S |
| 1966                             | Pauli Toivonen | Ensio Mikander | Citroën DS 21 |
| 1967                             | Rauno Aaltonen | Henry Liddon | BMC Mini Cooper S |
| 1968                             | Vic Elford | David Stone | Porsche 911 T |
| 1969                             | Björn Waldegård | Lars Helmér | Porsche 911 S |
| 1970 Résultats détaillés         | Björn Waldegård | Lars Helmér | Porsche 911 S |
| 1971 Résultats détaillés         | Ove Andersson | David Stone | Alpine A110 1600 |
| 1972 Résultats détaillés         | Sandro Munari | Mario Mannucci | Lancia Fulvia 1.6 Coupé HF |
| 1973 Résultats détaillés         | Jean-Claude Andruet | « Biche » | Alpine A110 1800 |
| 1974                             | Épreuve annulée (interdiction du sport automobile en France : à la suite du choc pétrolier de 1973, il s'agissait d'une mesure d'économie d'énergie et de réduction de la dépendance des pays producteurs de pétrole) | Épreuve annulée (interdiction du sport automobile en France : à la suite du choc pétrolier de 1973, il s'agissait d'une mesure d'économie d'énergie et de réduction de la dépendance des pays producteurs de pétrole) | Épreuve annulée (interdiction du sport automobile en France : à la suite du choc pétrolier de 1973, il s'agissait d'une mesure d'économie d'énergie et de réduction de la dépendance des pays producteurs de pétrole) |
| 1975 Résultats détaillés         | Sandro Munari | Mario Mannucci | Lancia Stratos HF |
| 1976 Résultats détaillés         | Sandro Munari | Sergio Maiga | Lancia Stratos HF |
| 1977 Résultats détaillés         | Sandro Munari | Sergio Maiga | Lancia Stratos HF |
| 1978 Résultats détaillés         | Jean-Pierre Nicolas | Vincent Laverne | Porsche 911 Carrera 3.0 |
| 1979 Résultats détaillés         | Bernard Darniche | Alain Mahé | Lancia Stratos HF |
| 1980 Résultats détaillés         | Walter Röhrl | Christian Geistdörfer | Fiat 131 Abarth |
| 1981 Résultats détaillés         | Jean Ragnotti | Jean-Marc Andrié | Renault 5 Turbo |
| 1982 Résultats détaillés         | Walter Röhrl | Christian Geistdörfer | Opel Ascona 400 |
| 1983 Résultats détaillés         | Walter Röhrl | Christian Geistdörfer | Lancia Rally 037 |
| 1984 Résultats détaillés         | Walter Röhrl | Christian Geistdörfer | Audi Sport Quattro A2 |
| 1985 Résultats détaillés         | Ari Vatanen | Terry Harryman | Peugeot 205 Turbo 16 |
| 1986 Résultats détaillés         | Henri Toivonen | Sergio Cresto | Lancia Delta S4 |
| 1987 Résultats détaillés         | Massimo Biasion | Tiziano Siviero | Lancia Delta HF 4WD |
| 1988                             | Bruno Saby | Jean-François Fauchille | Lancia Delta HF 4WD |
| 1989                             | Massimo Biasion | Tiziano Siviero | Lancia Delta Integrale |
| 1990                             | Didier Auriol | Bernard Occelli | Lancia Delta HF Integrale 16v |
| 1991                             | Carlos Sainz | Luís Moya | Toyota Celica GT-Four |
| 1992                             | Didier Auriol | Bernard Occelli | Lancia Delta HF Integrale |
| 1993                             | Didier Auriol | Bernard Occelli | Toyota Celica Turbo 4WD |
| 1994                             | François Delecour | Daniel Grataloup | Ford Escort RS Cosworth |
| 1995                             | Carlos Sainz | Luís Moya | Subaru Impreza GT |
| 1996                             | Patrick Bernardini | Bernard Occelli | Ford Escort RS Cosworth |
| 1997                             | Piero Liatti | Fabrizia Pons | Subaru Impreza WRC 97 |
| 1998                             | Carlos Sainz | Luís Moya | Toyota Corolla WRC |
| 1999 Résultats détaillés         | Tommi Mäkinen | Risto Mannisenmäki | Mitsubishi Lancer Evo VI |
| 2000 Résultats détaillés         | Tommi Mäkinen | Risto Mannisenmäki | Mitsubishi Lancer Evo VI |
| 2001                             | Tommi Mäkinen | Risto Mannisenmäki | Mitsubishi Lancer Evo VII |
| 2002                             | Tommi Mäkinen | Risto Mannisenmäki | Subaru Impreza WRC 2001 |
| 2003                             | Sébastien Loeb | Daniel Elena | Citroën Xsara WRC |
| 2004                             | Sébastien Loeb | Daniel Elena | Citroën Xsara WRC |
| 2005                             | Sébastien Loeb | Daniel Elena | Citroën Xsara WRC |
| 2006                             | Marcus Grönholm | Timo Rautiainen | Ford Focus RS WRC 06 |
| 2007                             | Sébastien Loeb | Daniel Elena | Citroën C4 WRC |
| 2008                             | Sébastien Loeb | Daniel Elena | Citroën C4 WRC |
| 2009                             | Sébastien Ogier | Julien Ingrassia | Peugeot 207 S2000 |
| 2010                             | Mikko Hirvonen | Jarmo Lehtinen | Ford Fiesta S2000 |
| 2011                             | Bryan Bouffier | Xavier Panseri | Peugeot 207 S2000 |
| 2012 Résultats détaillés         | Sébastien Loeb | Daniel Elena | Citroën DS3 WRC |
| 2013 Résultats détaillés         | Sébastien Loeb | Daniel Elena | Citroën DS3 WRC |
| 2014 Résultats détaillés         | Sébastien Ogier | Julien Ingrassia | Volkswagen Polo R WRC |
| 2015 Résultats détaillés         | Sébastien Ogier | Julien Ingrassia | Volkswagen Polo R WRC |
| 2016 Résultats détaillés         | Sébastien Ogier | Julien Ingrassia | Volkswagen Polo R WRC |
| 2017 Résultats détaillés         | Sébastien Ogier | Julien Ingrassia | M-Sport Ford Fiesta WRC |
| 2018 Résultats détaillés         | Sébastien Ogier | Julien Ingrassia | M-Sport Ford Fiesta WRC |
| 2019 Résultats détaillés         | Sébastien Ogier | Julien Ingrassia | Citroën C3 WRC |
| 2020                             | Thierry Neuville | Nicolas Gilsoul | Hyundai i20 Coupe WRC |
| 2021                             | Sébastien Ogier | Julien Ingrassia | Toyota Yaris WRC (en) |
| 2022                             | Sébastien Loeb | Isabelle Galmiche | M-Sport Ford Puma Rally1 |
| 2023 Résultats détaillés         | Sébastien Ogier | Vincent Landais | Toyota GR Yaris Rally1 |
| 2024 Résultats détaillés         | Thierry Neuville | Martijn Wydaeghe | Hyundai i20 N Rally1 |
| 2025 Résultats détaillés         | Sébastien Ogier | Vincent Landais | Toyota GR Yaris Rally1 |

| Année | Vainqueure(s)                                                                                               |
| ----- | --- |
| 1927  | Mildred Bruce                                                                                               |
| 1928  | Charlotte Versigny                                                                                          |
| 1929  | Lucy Schell                                                                                                 |
| 1930  | Mme Michel Doré                                                                                             |
| 1931  | Jeanne Rosengart (<1 100 cm3) et Eda Jardine (>1 100 cm3)                                                   |
| 1932  | Al Lindh (>1 500 cm3) et Morna Vaughan (<1 500 cm3)                                                         |
| 1933  | Marguerite Mareuse - Louise Lamberjack                                                                      |
| 1934  | Fernande Hustinx - Simone Louise des Forest                                                                 |
| 1935  | Mme MJ. Marinovitch - Louise Lamberjack                                                                     |
| 1936  | Mme MJ. Marinovitch - Hellé Nice (et Miss J. Astbury pour les Royal Scottish Automobile Cup et Thistle Cup) |
| 1937  | Greta Molander                                                                                              |
| 1938  | Germaine Rouault / Suzanne Largeot                                                                          |
| 1939  | Yvonne Simon / Suzanne Largeot                                                                              |
| 1949  | Van Limburg Stirum / Van Vredenburgh                                                                        |
| 1950  | Germaine Rouault / Régine Gordine                                                                           |
| 1951  | F. De Cortanze / Ginette François Sigrand                                                                   |
| 1952  | Greta Molander / Helga Lundberg                                                                             |
| 1953  | Madeleine Pochon / Iréne Terray                                                                             |
| 1954  | Madeleine Pochon / Lise Renaud                                                                              |
| 1955  | Sheila Van Damm / Ann Hall / Françoise Clarke Sunbeam                                                       |
| 1956  | Madeleine Blanchoud / Alziary De Roquefort                                                                  |
| 1957  | - |
| 1958  | Madeleine Blanchoud / Renée Wagner                                                                          |
| 1959  | Pat Moss / Ann Wisdom                                                                                       |
| 1960  | Pat Moss / Ann Wisdom                                                                                       |
| 1961  | Ann Hall / Valérie Domleo                                                                                   |
| 1962  | Pat Moss / Ann Wisdom Morris                                                                                |
| 1963  | Ewy Rosqvist / Ursula Wirth                                                                                 |
| 1964  | Pat Moss-Carlsson / Ursula Wirth                                                                            |
| 1965  | Pat Moss-Carlsson / Elizabeth Nystrom                                                                       |
| 1966  | Lucette Pointet / Jacqueline Fougeray                                                                       |
| 1967  | Sylvia Osterberg / Ingalill Edenring                                                                        |
| 1968  | Pat Moss-Carlsson / Elizabeth Nystrom                                                                       |
| 1969  | Pat Moss-Carlsson / Elizabeth Nystrom                                                                       |
| 1970  | Marie-Claude Beaumont / Martine De La Grandrive                                                             |
| 1971  | Hannelore Werner / Oda Dencker Andersen                                                                     |
| 1972  | Pat Moss-Carlsson (8 fois, record) / Liz Crellin                                                            |
| 1973  | Sylvia Osterberg / Inga Lill Edenring                                                                       |
| 1974  | - |
| 1975  | Pas de coupe proposée                                                                                       |
| 1976  | Michèle Mouton / Françoise Conconi                                                                          |
| 1977  | Christine Dacremont / Colette Galli                                                                         |
| 1978  | Michèle Mouton / Françoise Conconi                                                                          |
| 1979  | Michèle Mouton / Françoise Conconi                                                                          |
| 1980  | Michèle Mouton (4 fois) / Annie Arrii                                                                       |
| 1981  | Giselu Blume / Petra Schuster                                                                               |
| 1982  | Élisabeth de Fresquet / Marie-Christine Valette                                                             |
| 1983  | Louise Aitken / Ellen Morgan                                                                                |
| 1984  | Minna Sillankorva / Johanna Nieminen                                                                        |
| 1985  | Élisabeth de Fresquet / Marie-Christine Valette                                                             |
| 1986  | Élisabeth de Fresquet (3 fois) / Catherine Pernot                                                           |
| 1987  | Carole Vergnaud / Maris-Claude Jouan                                                                        |
| 1988  | Pascale Neyret / Carole Cerboneschi                                                                         |
| 1989  | Paola De Martini / Umberta Gibellini                                                                        |
| 1990  | Louise Aitken-Walker / Tina Thorner                                                                         |
| 1991  | Minna Sillankorva / Michela Marangoni                                                                       |
| 1992  | Isolde Holderied / Dagmar Lohmann                                                                           |
| 1993  | Isolde Holderied / Tina Thorner                                                                             |
| 1994  | Isolde Holderied / Tina Thorner                                                                             |
| 1995  | Isolde Holderied / Tina Thorner                                                                             |
| 1996  | Ana Arche / Arielle Tramont                                                                                 |
| 1997  | Maria-Paola Fracassi / Rebecca Lumachi                                                                      |
| 1998  | Roberta Rossi / Laura Bionda                                                                                |
| 1999  | Isolde Holderied (5 fois) / Cathy François                                                                  |
| 2000  | Marta Candian / Mara Biotti                                                                                 |

## Vainqueurs multiples
| Victoires | Pilotes            | Années                                                       |
| --------- | ------------------ | ------------------------------------------------------------ |
| 10        | Sébastien Ogier    | 2009 A, 2014, 2015, 2016, 2017, 2018, 2019, 2021, 2023, 2025 |
| 8         | Sébastien Loeb     | 2003, 2004, 2005, 2007, 2008, 2012, 2013, 2022               |
| 4         | Jean Trévoux A     | 1934, 1939 B, 1949, 1951                                     |
| 4         | Sandro Munari      | 1972, 1975, 1976, 1977                                       |
| 4         | Walter Röhrl       | 1980, 1982, 1983, 1984                                       |
| 4         | Tommi Mäkinen      | 1999, 2000, 2001, 2002                                       |
| 3         | Didier Auriol      | 1990, 1992, 1993                                             |
| 3         | Carlos Sainz       | 1991, 1995, 1998                                             |
| 2         | Maurice Vasselle A | 1932, 1933                                                   |
| 2         | Erik Carlsson      | 1962, 1963                                                   |
| 2         | Björn Waldegård    | 1969, 1970                                                   |
| 2         | Massimo Biasion    | 1987, 1989                                                   |
| 2         | Thierry Neuville   | 2020, 2024                                                   |

| Victoires | Constructeurs                              |
| --------- | ------------------------------------------ |
| 13        | Lancia                                     |
| 10        | Citroën                                    |
| 08        | Ford                                       |
| 05        | Hotchkiss Renault Toyota                   |
| 04        | Peugeot Porsche                            |
| 03        | Delahaye Mini Mitsubishi Subaru Volkswagen |
| 02        | Alpine Fiat Saab Hyundai                   |

## Podiums uniformes
- Pilotes de nationalité identique (9 fois) : 1924[26], 1925[27], 1927[28], 1928[29], 1933[30] et 1959 (français)[31], 1960 (allemands)[32], 1978 (français) et 1986 (finlandais);
- Voitures identiques (8 fois) : 1960 (Mercedes-Benz 220SE)[32], 1961 (Panhard-Tigre PL17)[33], 1973 (Alpine-Renault A110 1800)[34], 1976 (Lancia Stratos HF), 1984 (Audi Quattro A2), 2003 (Citroën Xsara WRC), 2009 (Peugeot 207 S2000)[35] et 2015 (Volkswagen Polo R WRC).

## Faits marquants
- En 1934, Jean Trévoux (quadruple vainqueur) et Maurice Vasselle (double vainqueur) concoururent ensemble, en endurance, pour le Grand-Prix du RACB des 10 Heures de Spa-Francorchamps (sur Hotchkiss 3 500 cm3 (3-4 litre), terminant à la seconde place du général).
- En 1966, les trois BMC Mini de Timo Mäkinen, Rauno Aaltonen et Paddy Hopkirk, arrivées dans cet ordre aux trois premières places, ainsi que les deux Ford Cortina Lotus de Roger Clark et Bengt Söderström (respectivement quatrième et huitième) et l'Hillman Imp de Rosemary Smith (vingt-cinquième et première des dames) furent toutes disqualifiées pour éclairage non conforme à la nouvelle réglementation du groupe 1. La victoire revint ainsi à la Citroën DS du Finlandais Pauli Toivonen, seulement cinquième à l'arrivée[36].
- En 1969, le règlement du championnat d'Europe est réservé aux voitures des groupes 1, 2 et 3. Pour ne pas se priver des groupes 4, 5 ou 6, le comité d'organisation monégasque crée à cette unique occasion le Rallye Méditerranée[37] avec treize équipages engagés sur le même parcours et aux même dates, mais avec un classement distinct. Il est remporté par le compatriote de Waldegård, Harry Källström, associé à Gunnar Häggbom (vainqueur en 1962) sur Lancia Fulvia devant Jean-Pierre Nicolas et Claude Roure sur Alpine A110 (figurent sur la liste de départ entre autres les journalistes sportifs Stéphane Collaro et Johnny Rives, S. Munari, et les pilotes de monoplaces Beltoise, Pescarolo et Jabouille)[38].
- Personnalités ayant disputé l'épreuve :  Henri Oreiller (1959 à 1962), Laila Schou Nilsen (1963), Jacques Anquetil et Raphaël Géminiani (1965), Jean-Louis Trintignant (1966, 1977, 1981, 1982, 1984), Johnny Hallyday (1967), Alain de Gaulle (1968, neveu du président), comme invités FIA Moustache associé à Jean-Claude Bouttier et Guy Marchand (1977, venus du Star Racing Team sur deux Simca rallye II), Rémy Julienne (1977, 1982, 1983), Daniel Ducruet (1996).
- Inspirations cinématographiques : les longs-métrages Gonflés à bloc (1969) et La Coccinelle à Monte-Carlo (1977). De plus Jean-Louis Trintignant dispute le rallye en 1966 dans Un homme et une femme, une longue séquence de course étant reprise dans le cours de l'histoire, sur des commentaires radio de Gérard Sire[39].
- Jusqu'en 2013, une distribution privée de pâtisseries fut tolérée sur le trajet la course, aujourd'hui remplacé par une distribution de tourtons[40].
- La Citroën DS3 WRC châssis 17 (BN-404-MV), aux neuf victoires en WRC dont les rallyes Monte-Carlo 2012 et 2013, fait partie de la collection de voitures anciennes d'Albert II de Monaco.
- Le rallye a connu son plus gros succès entre 1984 et 1987. En 1986, plus de 60 000 personnes se sont massées sur le seul prologue de 2,6 km à Aillon le Jeune, alors que l'on n'en attendait que 30 000.

## Rallye Monte-Carlo Historique

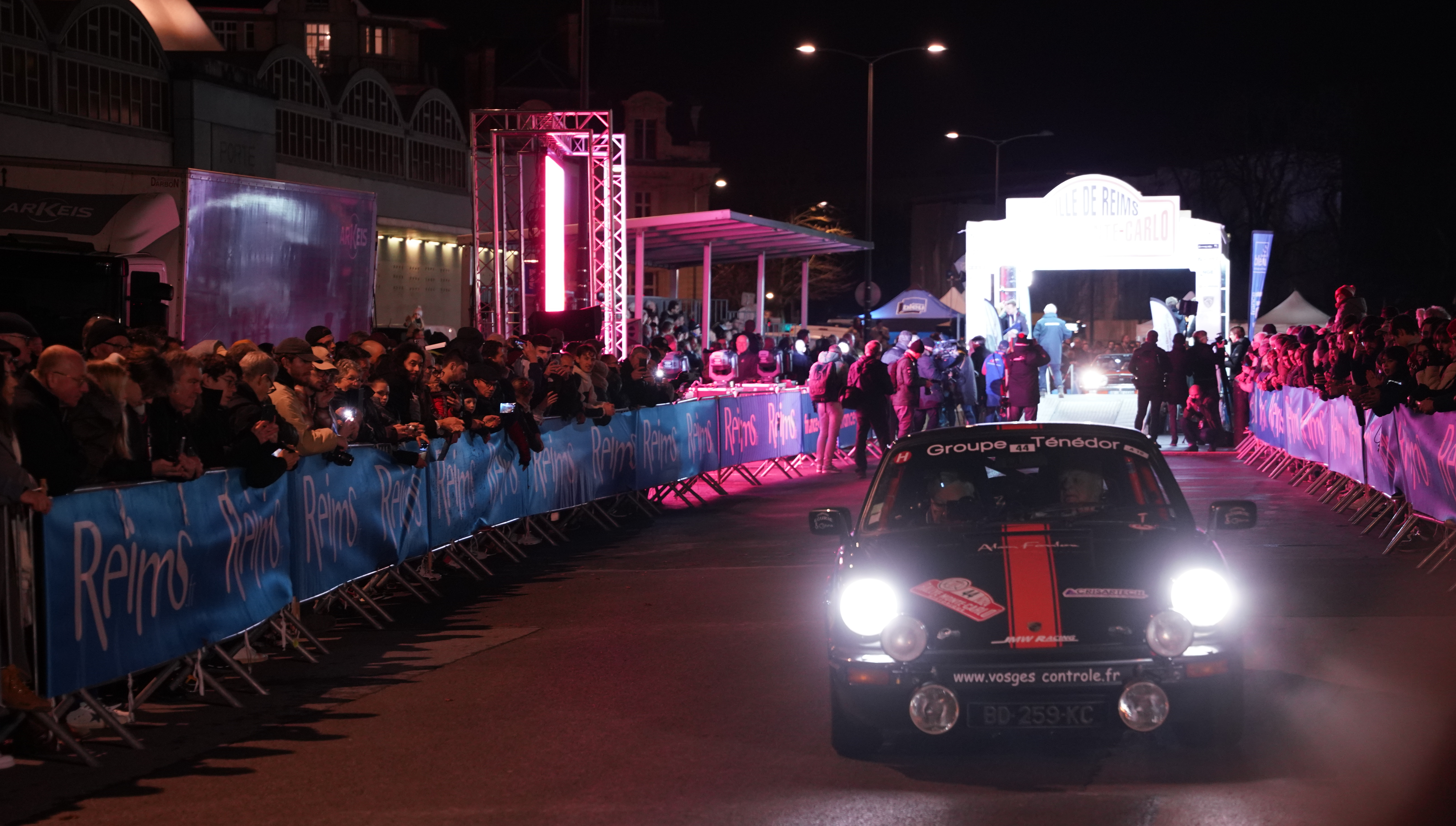
Lors du Rallye Monte Carlo Historique 2024, départ de Reims aux Halles Boulingrin.

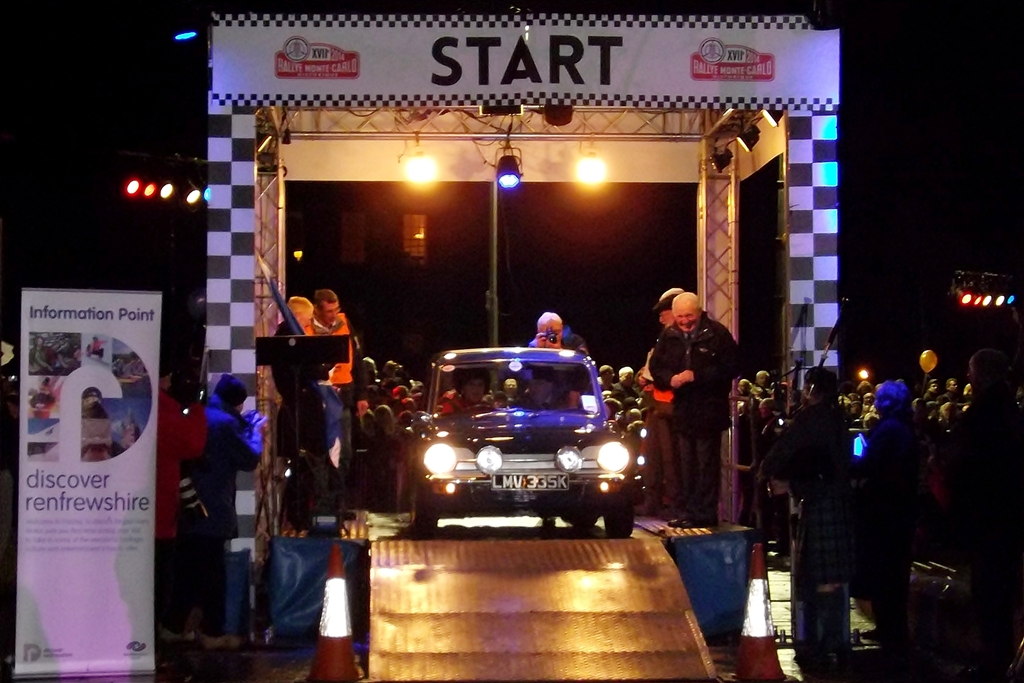
Rampe de départ du Monte-Carlo VHC 2014.

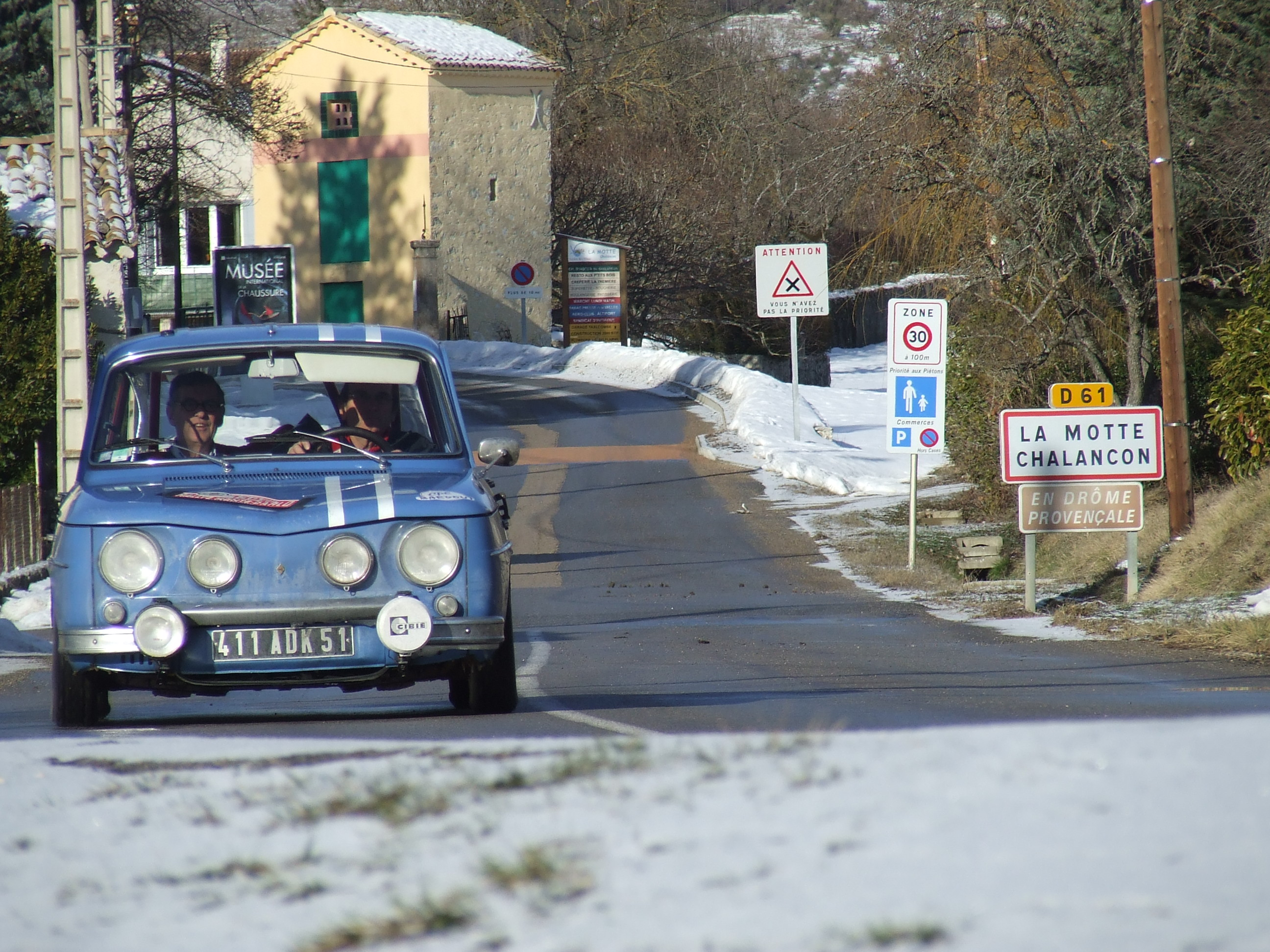
Renault 8 Gordini participant au Rallye Monte Carlo historique 2010 à La Motte-Chalancon (Drôme).

Depuis 1998, l'Automobile Club de Monaco organise, une épreuve, réservée aux véhicules d'époque, qui reprend les itinéraires et surtout l'esprit des rallyes des années 1950-1970 : le Monte-Carlo Historique avec de nouveau un parcours de concentration.
| Année | Vainqueur (voiture)                                                     |
| ----- | ----------------------------------------------------------------------- |
| 1998  | Patrick Lebon / Robert Vandevorst (Alfa Romeo 2000 GT de 1971)          |
| 1999  | Daniel Cool / Robert Rorife (Porsche 911 de 1966)                       |
| 2000  | Ake Gustavsson / Tom Granli (Mercedes-Benz 300 SE de 1963)              |
| 2001  | Philipp Armstrong / Franck Hussey (Mercedes-Benz 220 SE de 1963)        |
| 2002  | Otto Kristensen / Brita Kruse Kristensen (Lancia Fulvia 1,3L S de 1970) |
| 2003  | Jean Ferry / Patrick Curti(F) (Autobianchi A112 Abarth de 1975)         |
| 2004  | Monty Karlan / Sten Roed (Volvo 142 de 1972)                            |
| 2005  | Marco Aghem / Stefano Delfino (Lancia Fulvia 1.6 Coupé HF de 1972)      |
| 2006  | Jean-Jacques Compas / Didier Buhot (Porsche 914/6 de 1970)              |
| 2007  | Alain Lopes / J.Lambert(L) (Porsche 911 Carrera 2.7L de 1974)           |
| 2008  | Ernst Jüntgen / Marcus Müller (Mercedes-Benz 300 SE de 1961)            |
| 2009  | Svein Lund / Tore Fredriksen (Datsun 240Z de 1971)                      |
| 2010  | Jose Lareppe / Joseph Lambert(L) (Opel Kadett GT/E de 1978)             |
| 2011  | Mario Sala / Maurizio Torlasco (Porsche 911 de 1965)                    |
| 2012  | José Lareppe / J.Lambert(L) (Opel Kadett GT/E 1978)                     |
| 2013  | Gérard Brianti / Sébastien Chol(F) (Alpine-Renault A110 1600 S de 1970) |
| 2014  | José Lareppe / Lieven David (Opel Kadett GT/E 1978)                     |
| 2015  | Piero Lorenzo Zanchi / Giovanni Agnese (Volkswagen Golf GTI de 1978)    |
| 2016  | Daniele Perfetti / Ronnie Kessel (Alpine A110)                          |
| 2017  | Michel Decremer / Yannick Albert (Opel Ascona 2000)                     |
| 2018  | Gianmaria Aghem / Diego Cumino (Lancia Fulvia)                          |
| 2019  | Michel Badosa / Mogens Reidl (Renault 8 Major de 1969)                  |
| 2020  | Henrik Bjerregaard / Jaromir Svec Ford Escort RS2000 de 1979            |
| 2022  | Antoine Cornet / Philippe Cornet Porsche 911 de 1965                    |
| 2023  | Claudio Enz / Cristina Seeberger Lancia Fulvia coupé 1,3 S de 1970      |
| 2024  | Michel Decremer / Jennifer Hugo (Opel Ascona 2000)                      |
| 2025  | Michel Decremer / Jennifer Hugo (Alfa Romeo Giulia Ti 1,3 de 1965)      |

### Vidéo (Ina)
- FR3 Nice, « Historique du Rallye de Monte Carlo », 12/13, Ina, 9 décembre 1988.